# Lumut (Brunei)
Lumut, miasto w Brunei; 3 tys. mieszkańców (2006). Znajduje się w dystrykcie Belait, w zachodniej części państwa. 